# Berliner Bestattungswesen
Das Berliner Bestattungswesen erstreckt sich auf eine Gesamtanzahl von 221 im gesamten Berliner Stadtgebiet verteilten, geöffneten und geschlossenen Fried- und Kirchhöfen mit einer Gesamtfläche von etwa 1147 Hektar. 79 Friedhöfe sind in der Denkmalliste Berlins als Gartendenkmale eingetragen.
Nachdem die Zentralisierung Berlins mit der Kabinettsorder von 1908 begann, verschmolzen die Siedlungskerne um Berlin zu Groß-Berlin, das 1920 entstand. So besteht noch eine Vielzahl lokaler Begräbnisplätze. Der Ansatz für vier Zentralfriedhöfe am Rande der Großstadt vom Anfang des 20. Jahrhunderts blieb durch politische Ereignisse wie Weltkriege und Inflation unvollendet.
Anders als in vielen anderen Großstädten der Welt konzentriert sich das Berliner Bestattungswesen nicht auf einzelne Großfriedhöfe, wie in Wien, Hamburg, Paris, London oder New York.

## Entwicklung der christlichen und städtischen Begräbniskultur in Berlin

### Frühe Entwicklung der Kirchenfriedhöfe

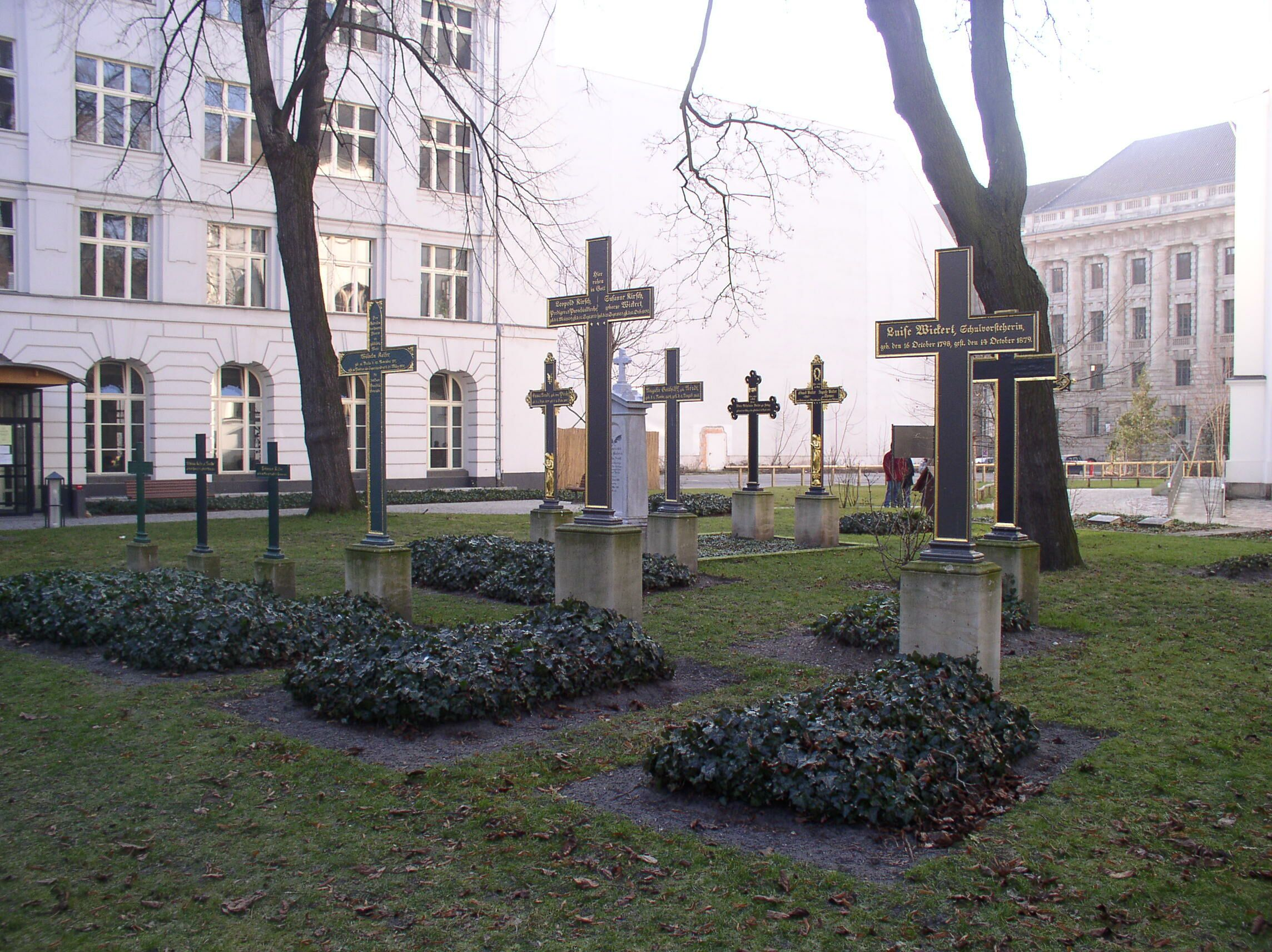
Parochialkirchhof

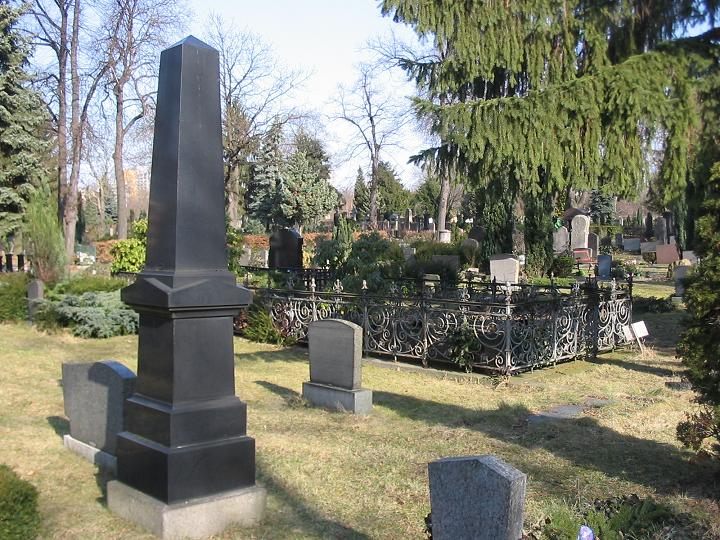
Friedhöfe am Halleschen Tor

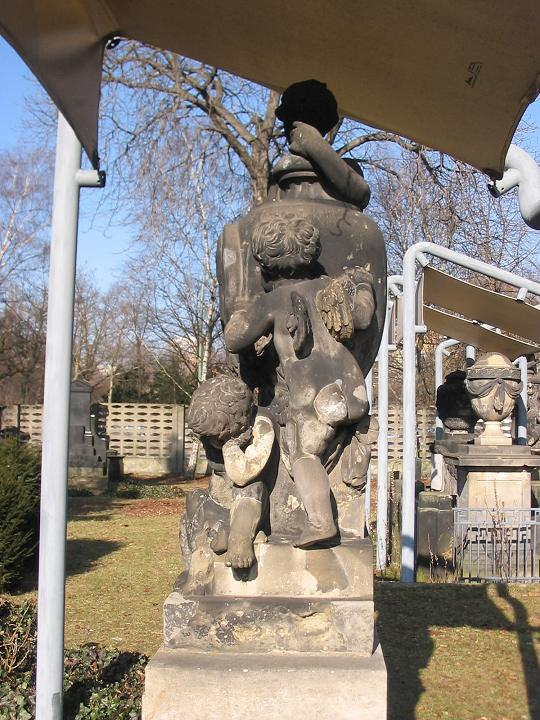
Friedhöfe am Halleschen Tor, Erhaltungsmaßnahmen für historische Grabskulpturen

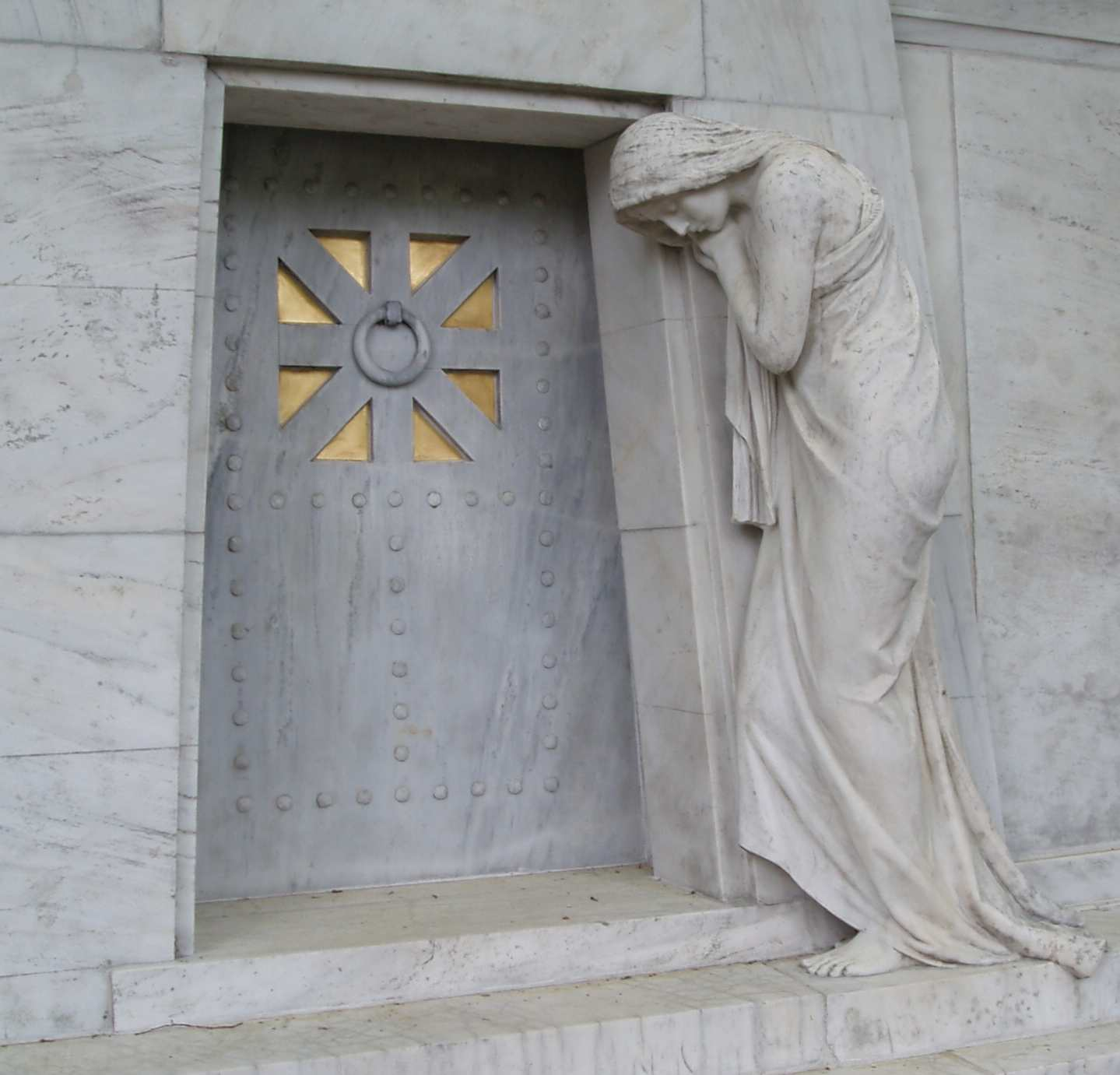
Detail vom Grabmal der Familie Frowe auf dem Friedhof Schöneberg III, das als Hauptwerk des italienisch-deutschen Bildhauers Valentino Casal gilt

Die ältesten Grabanlagen lagen in bzw. in unmittelbarer Nähe der jeweiligen Kirchen. Für die Bestattung im umfriedeten Bereich um das Kirchengebäude – dem Kirchhof – waren die Kirchgemeinden und ihre Mitglieder zuständig. Ein noch vorhandenes Beispiel ist der etwa 1705 angelegte Kirchhof an der Parochialkirche an der Klosterstraße. Durch die zunehmende Besiedlung wurden die Kirchhöfe immer enger belegt, so dass neue Kirchhöfe außerhalb der Stadtmauern entstanden. Beispiel hierfür sind die Friedhöfe vor dem Halleschen Tor, auf denen seit 1735 bestattet wurde, und der Dorotheenstädtische Friedhof im heutigen Bezirk Mitte, der seit 1763 besteht. 1794 wurde zudem durch das Allgemeine Preußische Landrecht die Bestattung der Leichen außerhalb von bebauten Flächen zur Vorschrift. Dies wurde im Verlauf der nächsten Jahrzehnte zunehmend umgesetzt. So entstanden die Friedhöfe an der Bergmannstraße sowie die Kirchhöfe an der Hermannstraße im heutigen Neukölln. Bis in das 19. Jahrhundert blieb die Bestattung Aufgabe der Kirchgemeinden. Es gab kein städtisches Bestattungswesen und somit keine städtisch verwalteten Friedhöfe.
Einzig der nur von 1716 bis 1753 betriebene Bestattungsplatz für die Leichen aus dem Anatomischen Theater Berlin war kein kirchlicher Friedhof.

### Anlage städtischer Friedhöfe ab 1800
Um 1800 wurde in der Friedenstraße im heutigen Ortsteil Friedrichshain der erste städtische Friedhof angelegt. Dieser Friedhof war zunächst ausschließlich für die Aufnahme der Verstorbenen aus den nahe gelegenen Armenhäusern vorgesehen, die vornehmlich an ansteckenden Krankheiten wie Tuberkulose oder Cholera starben. 1828 folgte mit dem Wedding-Acker im heutigen Wedding der zweite kommunale Begräbnisplatz. Auf diesem 1878 geschlossenen Friedhof befindet sich der älteste Urnenhain Berlins. Dieser wurde 1910 eröffnet und erhielt 1912 ein eigenes Krematorium.
1881 erfolgte die Einrichtung des Zentralfriedhofs Friedrichsfelde, der zunächst vor allem als Armenfriedhof diente, um die konfessionellen Friedhöfe zu entlasten und zugleich Geld zu sparen. Bereits elf Jahre nach der Eröffnung dieses Friedhofs war er zu drei Vierteln belegt. Vor allem für diesen Friedhof in Friedrichsfelde wurden Leichensammelstellen in der Stadt eingerichtet, von denen die Toten üblicherweise nachts mit der Bahn transportiert wurden. Solche Sammelstellen befanden sich an der Friedensstraße und später am Ostbahnhof.
Um 1894 gab es auf dem Gebiet des späteren Groß-Berlin bereits 79 Friedhöfe mit einer Gesamtfläche von fast 400 Hektar. Darunter befanden sich Friedhöfe in den Vorortgemeinden, die von der preußischen Hauptstadt aus initiiert wurden, wie der Gemeindefriedhof Neu-Weißensee, knapp fünf Kilometer vom Stadtkern entfernt. Gegenüberliegend auf der anderen Seite der Roelckestraße wurden hier Flächen für evangelische Kirchgemeinden reserviert, die letztlich nur zur Hälfte genutzt wurden.
Durch das rapide Bevölkerungswachstum und die schnelle Zunahme der bebauten Fläche Berlins in der zweiten Hälfte des 19. Jahrhunderts gerieten die vormals außerhalb der Stadt liegenden Friedhöfe in bebaute Kieze. Für die Unterbringung der Toten wurden Großfriedhöfe außerhalb Berlins angelegt. 1908 und 1909 legte der Berliner Stadtsynodalverband den Ostkirchhof in Ahrensfelde und den Südwestkirchhof in Stahnsdorf an. Repräsentative und großzügige Anlagen entstanden in den wohlhabenden Villenvororten wie der Parkfriedhof Lichterfelde in der Villenkolonie Lichterfelde-West, der sich rasch zum Prominentenfriedhof entwickelte.
Um 1913 war ein städtischer Zentralfriedhof im Norden Berlins vorgesehen. Diese Pläne für den Raum Buch oder Karow kamen durch den Ersten Weltkrieg, durch die nachfolgende Inflation bis 1923 und wohl vorwiegend durch die Eingliederung von Pankow (als XIX. Bezirk) in Groß-Berlin im Jahr 1920 zum Erliegen. Im Westen von Berlin war zu gleicher Zeit ein Zentralfriedhof in Spandau vorgesehen. Dafür war der Friedhof In den Kisseln vorgesehen, aber wie in Pankow kam es nicht zur Ausführung dieser Planung.
Heute werden 85 Friedhöfe mit 54 % der Flächen vom Land, 118 mit 37 % der Flächen von evangelischen Gemeinden, neun Friedhöfe mit vier Prozent von katholischen Gemeinden verwaltet. Hinzu kommen insgesamt zehn jüdische, muslimische, russisch-orthodoxe Friedhofsverwaltungen und der britische Soldatenfriedhof, sieben sind noch geöffnet. Von diesen 221 Bestattungsorten sind 23 landeseigene mit 77 Hektar und 14 evangelische mit 15 Hektar für weitere Bestattungen geschlossen. Geschlossen sind der britische Soldatenfriedhof, die sowjetischen Ehrenhaine, dazu der alte muslimische Friedhof und die jüdischen Begräbnisstätten bis auf die in Weißensee. Insgesamt sind 38 Friedhöfe bereits komplett geschlossen, auf denen nicht mehr bestattet wird. Sie haben allerdings den Friedhofscharakter bewahrt und sind noch als Friedhof (pietätvoll) gewidmet. Vier Berliner Friedhöfe, die zu keinem Bezirk gehören, sind dem „Umland“ zugeordnet. Im Einzelnen sind dies zwei landeseigene in Verwaltung durch Berlin mit gesamt 37,89 Hektar. Zwei evangelische Friedhöfe mit einer Gesamtfläche von 314 Hektar werden vom Berliner Stadtsynodalverband verwaltet. Der evangelische Waldkirchhof Mahlsdorf liegt zwar auf brandenburgischer Flur, jedoch unmittelbar an der Berliner Stadtgrenze und gehört dadurch zum Bezirk.

### Feuerbestattung
Im Jahr 1911 wurde im Königreich Preußen die Feuerbestattung gesetzlich erlaubt. Bereits im 19. Jahrhundert hatten sich mehrere hochrangige Mediziner für die Feuerbestattung ausgesprochen, darunter der Oberstabsarzt Johann Peter Trusen 1855 mit seinem Buch Die Leichenverbrennung, die geeignetste Art der Totenbestattung und Rudolf Virchow um 1875, der in mehreren Reden und Ansprachen vor dem Abgeordnetenhaus in Berlin den Hygieneaspekt der Feuerbestattung herausstellte:

„Vom Standpunkt der öffentlichen Gesundheitspflege wäre doch nichts erwünschter, als wenn unsere Sitte im ganzen sich dahin richten wollte, daß die Verbrennung Regel würde, denn daß die zunehmende Anhäufung von Verwesungsstätten, welche die großen Städte wie einen Kranz umgeben, welche das Erdreich mit unreinen Stoffen erfüllen, welche das Erdreich weit und breit und die Unwässer verunreinigen, daß das kein Zustand ist, der sich mit der öffentlichen Gesundheit verträgt, liegt auf der Hand.“

Vor allem in Italien wurden die technischen Möglichkeiten geschaffen, die am 22. Januar 1876 zum Bau des weltweit ältesten Krematoriums führten. Dies basierte auf der Regenerativ-Gasverbrennung von Friedrich Siemens, mit der er 1874 in Dresden-Tolkewitz seine ersten erfolgreichen Versuche durchführte. Weitere Arbeiten in Preußen waren nicht möglich, da dort durch Gesetz nur die Erdbestattung zugelassen war. Im Februar 1876 fand die erste Leicheneinäscherung im modernen Sinn in Mailand statt. Die Idee und die Ergebnisse der ersten Leichenverbrennungen verbreiteten sich vor allem durch internationale Kongresse in Florenz (1869), Rom (1871), Dresden (1876), Berlin (1890), Budapest (1894) und schließlich auf der Weltausstellung Brüssel 1910 und nochmals auf der Internationalen Hygiene-Ausstellung Dresden 1911. Gegner der Idee nutzten vor allem religiöse Vorbehalte und verwiesen auf die gesellschaftliche Tradition, aber auch wirtschaftliche Interessen wurden ins Feld geführt.
In Deutschland wurde das erste Krematorium in Gotha (im Herzogtum Sachsen-Coburg und Gotha) erbaut, die erste Verbrennung erfolgte dort 1878. Bis 1907 wurden 13 weitere Krematorien im Deutschen Reich (außerhalb Preußens) gebaut. Im Jahr 1907 entstand zwar das erste preußische Krematorium in Hagen, den Betrieb konnte es aber erst am 16. September 1912 aufnehmen – nachdem der Gesetzentwurf betreffend Feuerbestattung am 20. Mai 1911 mit der knappen Mehrheit von zwei Stimmen im preußischen Abgeordnetenhaus und nur einer Stimme im preußischen Herrenhaus verabschiedet und am 14. September 1911 veröffentlicht worden war. Damit war Preußen der letzte deutsche Staat, der die Feuerbestattung einführte. Allerdings war es in Preußen bereits seit 1891 erlaubt, die Urnen mit der Asche von Toten zu bestatten, die außerhalb des Landes verbrannt worden waren.
In Berlin wurde am 24. November 1912 mit dem Krematorium Berlin-Wedding auf dem Urnenfriedhof das erste Krematorium eröffnet, das bereits beim Bau der Urnenhalle 1910 geplant war. Dieses dritte preußische Krematorium galt als größte Verbrennungsanlage Europas. Am 20. Juni 1913 wurde in Baumschulenweg an der Kiefholzstraße das Krematorium Berlin-Baumschulenweg als zweites Berliner Krematorium eröffnet. Nach siebenjähriger Bauzeit, verzögert durch den Ersten Weltkrieg und die darauf folgende Inflation, öffnete als drittes das Krematorium Wilmersdorf am 11. Mai 1922. Mit der Fertigstellung dieses Krematoriums wurden die Arbeiten an einem vierten geplanten an der Distelmeyerstraße eingestellt. 1975 wurde das Krematorium Ruhleben in Betrieb genommen.
2008 liegt der Anteil an Feuerbestattungen in Berlin bei 78 %, 39 % der Urnen werden auf den anonymen Urnengemeinschaftsanlagen beigesetzt. Dabei nimmt allerdings der Wunsch nach halbanonymen Bestattungen zu. Bei halbanonymen Bestattungen erfolgt die Beisetzung in Gemeinschaftsgräbern begrenzter Anzahl, aber die Grabstelle ist durch individuelle Platten oder Gemeinschaftssteine gekennzeichnet.

### Entwicklungen seit 1900
Die Akzeptanz der Feuerbestattung festigte sich im 20. Jahrhundert. Die Bestattungsgewohnheiten haben sich durch Entwicklungen in der Gesellschaft und im Zusammenleben geändert. Wegen der wachsenden Neigung zum Wohnortwechsel und anderen Ortsveränderungen der Hinterbliebenen aus unterschiedlichen Gründen hat sich die Trauerbewältigung vom Begräbnisort in andere Bereiche des persönlichen Lebens verlagert. Familientraditionen werden teilweise durch Freundeskreise ersetzt. Vor allem mit zunehmendem Alter wird die Grabpflege weniger intensiv betrieben. Wiederum bringt die Ortsveränderung den Wunsch nach Umbettungen, also das „Mitnehmen der Grabstelle“. Eine sinkende Religiosität führt dazu, dass die christlich definierte Tradition der Totenruhe weniger streng eingehalten wird. Die zunehmende Kremierung und Urnenbestattung bei abnehmender Sargbestattung sowie eine höhere Lebensdauer in Berlin senkt den Flächenbedarf der Berliner Friedhöfe. Der Senat beschloss einen Friedhofsentwicklungsplan, nach dem Flächen von landeseigenen Friedhöfen geschlossen werden und die Flächenstilllegung kirchlicher Friedhöfe empfohlen wird, kirchliche Friedhofsträger denken über Möglichkeiten der Umnutzung traditioneller Flächen nach.
Geänderte Bestattungsgewohnheiten und freiwerdende Friedhofsflächen bringen für das Land Berlin neue Formen der Bestattung. Der Trend zu Naturbestattungen fasst in den städtischen und kirchlichen Friedhöfen Fuß. Teilweise wird diese neue Form vom Bestattungsgewerbe vorangetrieben. Die Berliner Gebührenordnung für die landeseigenen Friedhöfe bietet die Möglichkeit Naturbestattungen auf geeigneten Friedhöfen durchzuführen. In Berliner Friedhöfen mit Waldcharakter und geeignetem Baumbestand werden dafür Wald- und beispielsweise im Friedhof Pankow XII Baumfelder aufgebaut. Dem Trend zur selteneren Pflegeabsicht der Nachkommen an den Grabstätten kommen Friedhöfe mit Grabfeldern ohne individuelle Grabstätten nach. Die Beisetzung der Urne geschieht wie in der Gemeinschaftsanlage zu vielen gemeinsam in teilweise kleinteilig gestalteten Grabfeldern. Die Pflege und Ausstattung der Grabanlage wird zentral von beauftragten Gärtnereien oder den Mitarbeitern des Friedhofs durchgeführt. Im Gegensatz zur anonymen Beisetzung existieren bei einigen Grabstellen Stelen oder andere Denkzeichen, mit denen die Anonymität der Grabstelle des Verstorbenen in der UGA aufgehoben wird.

„Bei den anonymen Bestattungen gibt es seit Jahren eine Stagnation. Im Aufwärtstrend sind jedoch individuell gestaltete Grabmal auf einem Gemeinschaftsgrabfeld oder Gemeinschaftsgräber, die von der Friedhofverwaltung gepflegt werden.“

In der Grabmalkultur ergeben sich Änderungen in den Wünschen der Hinterbliebenen. Repräsentative Familiengräber mit Gitter-Einfriedungen, in denen über Generationen bestattet wurde, werden durch einfachere Grabsteine und einfachere Gestaltung ersetzt. Damit werden wiederum die alten Grabfelder zu erhaltenswerten Kulturstätten, Friedhofparks zu Nachfolgern der aktiven Bestattungsflächen. Andererseits erfolgt aber auch die Hinwendung zu aufwändigen stilisierten Grabmalen in moderner Gestaltung mit wechselndem und kombiniertem Materialeinsatz. Die alten Grabmale werden allerdings nicht mehr genutzt, und es entstehen der Friedhofsverwaltung Kosten für die Unterhaltung der zum Teil denkmalgeschützten Anlagen. Bei geeigneten Bauwerken kommt es zu einer Umwidmung der Nutzung.
In Berlin ist die Sterberate zwischen 1990 und 2007 von 1,28 % auf 0,91 % gesunken. Bei Urnenbestattungen werden pro Bestattung nur 3 % der Fläche im Vergleich zu Erdbestattungen benötigt, so hat sich der Flächenbedarf für Begräbnisse seit 1980 halbiert. Es entstehen leere, brachliegende Flächen zwischen den Grabfeldern. Im Ergebnis stehen den steigenden Kosten der kirchlichen und bezirklichen Friedhofsverwaltungen sinkende Einnahmen gegenüber. Seit 2004 wurden elf Berliner Friedhöfe mit einer Gesamtfläche von 33 Hektar geschlossen und auf 75 Friedhöfen wurden 257 Hektar teilweise geschlossen. Noch nie „pietätsbefangene“ Areale werden umgenutzt, andere Flächen können wegen der Totenruhe frühestens 30 Jahre nach der letzten Bestattung umgewidmet werden. Gesetzlich ist in Berlin eine Liegedauer von 20 Jahren vorgeschrieben, der noch zehn Jahre Friedhofsruhe folgen müssen.
Der Anteil der anonymen Begräbnisse an allen Beerdigungen belief sich 2004 auf fast 41 % und erreichte damit einen Höchststand. Es handelt sich um 13.434 Beisetzungen in Grabstätten ohne individuelles Grabmal (anonyme Bestattung). Es wurden 216 Seebestattungen gemeldet, 159 für die Ostsee, 56 für die Nordsee und eine Urne wurde in einem anderen Meer versenkt. Die Seebestattung ist eine Sonderform der Feuerbestattung und setzt in Berlin noch die Genehmigung einer Ausnahme vom geltenden Friedhofszwang voraus.

„Der Trend geht zu pflegefreien Gräbern einerseits und andererseits aber auch zu einer sehr individuellen Grabgestaltung.“

## Gräber der Opfer von Krieg und Gewaltherrschaft

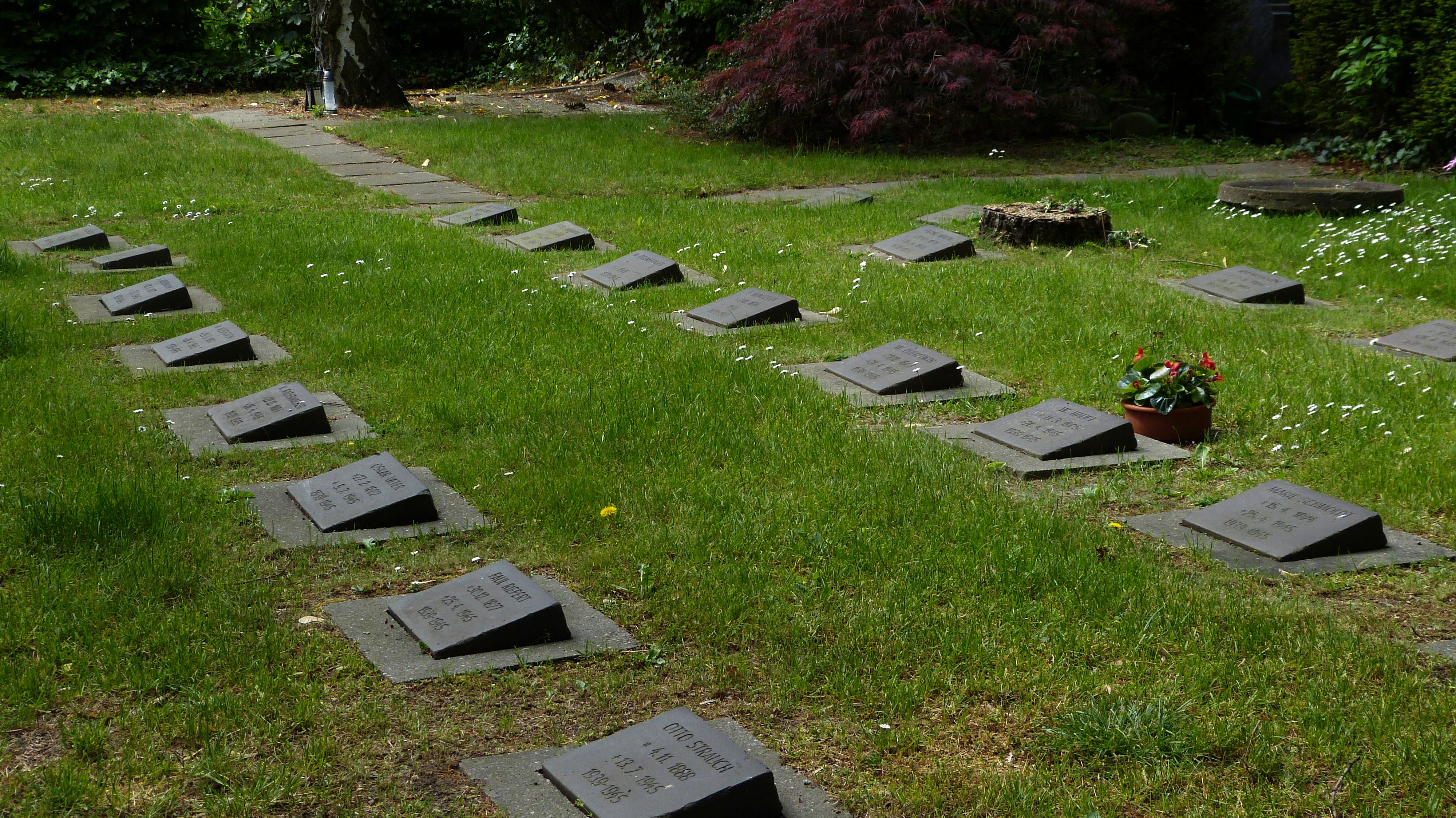
Kissensteine auf dem Friedhof Schöneberg III

In Berlin gibt es 120.000 Gräber, mit insgesamt 150.000 Opfern von Krieg und Gewaltherrschaft. Diese sind verteilt auf 220 Begräbnisstellen (somit auf fast alle Friedhöfe). In Berlin werden ausschließlich einheitliche Kissensteine für Einzelgräber verwendet, mit Ausnahme von Kriegsgräberstätten, die vor dem Zweiten Weltkrieg entstanden sind. Für den Erhalt und die Pflege sind die jeweiligen Friedhöfe verantwortlich. Gräber, die unter das Kriegsgräbergesetz fallen, haben ein dauerhaftes Bestandsrecht und sollen als mahnende Orte erhalten bleiben. Neben deutschen Kriegsgräbern gibt es auch Friedhöfe für Soldaten und andere Opfergruppen der Sowjetunion, aus Italien und aus dem Commonwealth.

## Regelwerk

### Friedhofsordnung für die landeseigenen Friedhöfe
Die Verwaltung der städtischen Friedhöfe und der Betrieb des Bestattungswesens wurde in der aktuellen Friedhofsordnung von 1997 geregelt. Im Besonderen obliegen die Kompetenzen des städtischen Friedhofswesen den Bezirken (§ 1 Abs. 2), die der Bestattungen, als hoheitliche Aufgabe, den jeweiligen Friedhofsverwaltungen. (§ 9 Abs. 1).

### Friedhofssatzungen der kirchlichen Friedhöfe
Die Kirchengemeinden nehmen ihre Eigenständigkeit in jeweiligen Satzungen wahr. So ergeben sich einige Veränderungen gegenüber den landeseigenen Friedhöfen. Grundlage ist dennoch das Berliner Bestattungsgesetz. „Der Erwerb einer Grabstelle ist hier in der Regel [im Vergleich zu den landeseigenen Friedhöfen] etwas teurer. Erfolgt eine Nachbelegung auf einem Familiengrab, wird es kostengünstiger.“ (Fabian Lenzen, Sprecher der Berliner Bestatter-Innung)
Auf den kirchlichen Friedhöfen Berlins muss die Kirchhofsverwaltung mit allen friedhofsgärtnerischen Arbeiten beauftragt werden, wodurch die Tätigkeit gewerblicher Friedhofsgärtner auf landeseigene Friedhöfe beschränkt wird. Diese Praxis bestätigten 1990 das Verwaltungsgericht Berlin und im Jahr 1995 das Oberverwaltungsgericht Berlin. in einem entsprechenden Musterprozess.

## Jüdische Begräbniskultur in Berlin
Die Friedhöfe der Jüdischen Gemeinde zu Berlin entwickelten sich mit dem Wachstum der Stadt. Anders als die christlichen Begräbnisstätten waren sie jedoch bereits im Mittelalter außerhalb der Stadt zu finden.

### Frühe Begräbnisstätten
Die älteste Begräbnisstätte, auf der Berliner Juden bestattet wurden, entstand mit dem Judenkiewer Spandau, der nach einem aufgefundenen Grabstein bereits 1244 genutzt wurde. Der Kiewer gehörte nicht den ansässigen Juden, sondern der Stadt Spandau, die für die Nutzung und die Beerdigungen Geld nahm. 1510 wurden die Juden aus der Mark Brandenburg und somit aus Berlin und Spandau vertrieben und der Kiewer abgeräumt. Die Grabsteine wurden später beim Bau der Spandauer Zitadelle (1520–1533) verwendet. Dadurch sind einige Exemplare wie auf dem Jüdischen Friedhof Heerstraße zu besichtigen.
Ob sich bereits im 15. oder 16. Jahrhundert an der früheren Judengasse vor dem Georgentor, nordöstlich des heutigen Alexanderplatzes, eine jüdische Begräbnisstätte befand, ist wegen fehlender Quellen sehr umstritten, muss aber nach neueren Forschungsergebnissen als unwahrscheinlich gelten, da Berlin und Spandau wohl einen gemeinsamen Friedhofsbezirk bildeten, in dem es wahrscheinlich nur einen Friedhof gab. Ein Gedenkstein für die Opfer der Berliner Judenverbrennung von 1510 erinnert zwar:

„Hier ruhen die heiligen Gebeine der Mitglieder unserer ersten Gemeinde in Berlin […]“

Die Schrifttafel war ursprünglich 1935 vom Rabbiner Martin Salomonski für eine Synagoge an der 1972 aufgehobenen Landwehrstraße, der früheren Judengasse, gestiftet worden. In der Nähe befand sich im Mittelalter der Berliner Rabenstein mit dem Schindanger, auf dem Hingerichtete und andere, die eines „christlichen Begräbnisses nicht würdig“ waren, verscharrt wurden. So kann die Tafel ein Hinweis darauf aber nicht der Beleg für einen frühen jüdischen Begräbnisplatz sein.

### Jüdische Friedhöfe in Berlin
Nach der Ansiedlung aus Wien vertriebener jüdischer Familien wurde 1672 der jüdische Friedhof vor dem Spandauer Tor eingerichtet. Nachdem Bestattungen in dem zwischenzeitlich bewohnten Gebiet nicht mehr erlaubt waren, wurde der Friedhof 1827 geschlossen. Er wurde in der NS-Zeit geschändet, 2008 jedoch als Gedenkort wiederhergestellt.
Ab 1827 fanden die Bestattungen auf dem Jüdischen Friedhof Schönhauser Allee statt. Eine der letzten Beisetzungen dort war die von Max Liebermann 1935.
Weil der Friedhof an der Schönhauser Allee schon bald seine Kapazitätsgrenzen erreichte, errichtete die Jüdische Gemeinde schon 1880 einen neuen Friedhof auf dem Gelände der Gemeinde Weißensee, der noch der größte Europas ist. Da sich Weißensee im Ostteil der Stadt befand, wurde für die Jüdische Gemeinde West-Berlins 1955 der Friedhof Heerstraße eingeweiht.
Im Ortsteil Weißensee befindet sich ebenso der Adass-Jisroel-Friedhof. Jüdische Friedhofe befanden sich bis ins 20. Jahrhundert in Spandau und in der Köpenicker Dammvorstadt.